# (3503) Brandt
(3503) Brandt es un asteroide perteneciente al cinturón de asteroides, descubierto el 1 de marzo de 1981 por Schelte John Bus desde el Observatorio de Siding Spring, Nueva Gales del Sur, Australia.

## Designación y nombre
Designado provisionalmente como 1981 EF17. Fue nombrado Brandt en honor al astrónomo estadounidense John C. Brandt.